# Craspedosis albistriata
Craspedosis albistriata là một loài bướm đêm trong họ Geometridae.